# Двинская земля
Дви́нская земля́ (Подвинье, в XI—XIV веках — Заво́лочье, Заволоцкая Чудь) — историческая область в бассейне рек Северная Двина и Онега, часть современной Архангельской области. В XI—XV веках — владение Новгорода, с 1478 года — в Российском государстве (как Двинской уезд). Население занималось земледелием, пушным и рыбным промыслами, вываркой соли.

## История
До XI века Двинская земля была населена саамами и чудью заволочской. В надписях на старинных деревянных пломбах упоминаются Тихманьга (к западу от озера Лача), Пинега (Пинезе), Усть-Вага (Оустье-Вагы), Емца и Вага.
Новгородская летопись под 1169 годом упоминает некоего Даньслава, который ходил на Двину за Волок «даньником с дружиною». С 1169 года «двинскую пошлину», которую ранее получал Новгород, двиняне стали платить Суздалю.
Рубежом XII—XIII веков датируется деревянная дощечка-бирка, найденная на археологических раскопках в Великом Новгороде. На ней имеется надпись, указывающая на место сбора дани, — «Устье Емци».
С начала XIV века русские летописи называют Двинскую землю центральной частью Заволочья, принадлежащего Новгородской республике.
Кроме собственных богатств, через Двинскую землю проходил речной путь, связывающий Новгород с Уралом и Сибирью (по Сухоне и Вычегде). Новгород взимал дань с пермского и югорского населения зависимых от него территорий к востоку от Двинской земли, в том числе получал известное закамское серебро. В связи с этим Двинская земля с прилегающими территориями была очень богатым владением, и за неё Новгород платил великому князю московскому окуп (откуп), значительно больший, чем за собственно город Новгород с прилегающими к нему волостями. Тем не менее, московские князья, начиная с Ивана Калиты, пытались присоединить Двинскую землю к своим владениям. Вначале им удалось овладеть городами на южных границах новгородского Заволочья — Белоозером и Устюгом.
В конце XIV века Пермь Вычегодская была крещена Стефаном Пермским и также подчинена Москве.
В 1397 году, после присоединения Двинской земли к Великому княжеству Московскому, сын Дмитрия Донского Василий I Дмитриевич даровал ей Двинскую уставную грамоту. Но уже в 1398 году новгородские войска выбили московские гарнизоны из Двинской земли, разрушили крепость Орлец, казнили изменников («переветников») и обложили контрибуцией московских купцов.
В 1412 году заволочане, во главе с воеводой Яковом Стефановичем, «ходили войною на Мурманы».
В 1417 году устюжане, вятчане, галичане, москвичи во главе с воеводами Глебом Семёновичем, Семёном Жадовским и Михаилом Росохиным по приказу великого князя московского, нападают на Двину, сжигают Емцу и Холмогоры, захватывают в плен новгородцев. Однако на острове под Моржом «залётные» московитские грабители были разбиты двинянами. Тем же летом двиняне приходят ратью к Устюгу, но устюжане откупаются пушниной.
В 1419 году в устье Северной Двины появились норвежцы: «пришедши Мурмане войною в 500 человек с моря, в бусах и в шнеках». Они сожгли Николо-Корельский монастырь, захватили село Нёнокса. В 1445 году норвежцы повторили набег: «…приидоша свея мурмане за Волок на Двину с ратью, на Неноксу, повоевавъ и пожгоша и людей пересекоша, а иных в полон уведоша. Услышавше то двиняне, приидоша вборзе, иных иссекоша, а иных прислаша в Новгород… а воеводы их, Ивора и Петра и третьего убиша, инеи же, малом вметавшееся в корабли отбегоша».
На протяжении XV века сюда несколько раз вторгались московские войска.
К 1462 году Важская область была уже московской. В 1471 году новгородцы после разгрома в Шелонской битве потерпели поражение от московских войск и в битве у Шиленьги (на Северной Двине). После окончания московско-новгородской войны был заключён Коростынский мир между Иваном III и Великим Новгородом, по которому под власть Москвы перешли земли на Северной Двине, вплоть до устья: Емецк, Мехреньга, Ваймуга, Колмогоры, Подрядин погост, Чухчерема, Великая Курья, Кехта, Соломбала и другие.
В 1472 году князь Иван III Васильевич отнял у Новгорода Великую Пермь. В 1475 году Двинская земля стала московской, но только в 1478 году, с падением Великого Новгорода, вся остальная территория Двинской земли официально вошла в состав Великого княжества Московского.